# Couddes
Couddes é uma comuna francesa na região administrativa do Centro, no departamento Loir-et-Cher. Estende-se por uma área de 18,65 km². Em 2010 a comuna tinha 555 habitantes (densidade: 29,8 hab./km²).